# Oleksandr Bilanenko
Oleksandr Viktorovitsj Bilanenko (Oekraïens: Олександр Вікторович Біланенко) (Soemy, 8 januari 1978) is een Oekraïense biatleet. Hij vertegenwoordigde zijn vaderland op de Olympische Winterspelen 2002 in Salt Lake City, op de Olympische Winterspelen 2006 in Turijn en op de Olympische Winterspelen 2010 in Vancouver.

## Carrière
Bilanenko maakte zijn wereldbekerdebuut in december 1999 in Hochfilzen, vier maanden later scoorde hij in Lahti zijn eerste wereldbekerpunten. Zijn beste klassering in het algemene wereldbekerklassement was de twintigste plaats in het seizoen 2004/2005.
De Oekraïner nam negenmaal deel aan de wereldkampioenschappen biatlon. In 2004 in Oberhof behaalde hij drie toptienklassering, met als beste resultaat de achtste plaats op zowel de 20 kilometer individueel als de 15 kilometer massastart. Op de wereldkampioenschappen biatlon 2011 in Chanty-Mansiejsk veroverde Bilanenko samen met Andrij Deryzemlja, Sergij Semenov en Sergij Sednev de bronzen medaille op de 4x7,5 kilometer estafette.
Bilanenko nam driemaal deel aan de Olympische Winterspelen. Zijn beste resultaat was de tweeëntwintigste plaats op de 20 kilometer individueel in 2010, zowel in 2006 als 2010 eindigde hij met de Oekraïense estafetteploeg op de zevende plaats.

## Resultaten

### Olympische Spelen
| Jaar | Plaats         | Resultaten                                                   |
| ---- | -------------- | ------------------------------------------------------------ |
| 2002 | Salt Lake City | 68e 20 km individueel 7e 4x7,5 km estafette                  |
| 2006 | Turijn         | 49e 20 km individueel 34e 10 km sprint 7e 4x7,5 km estafette |
| 2010 | Vancouver      | 22e 20 km individueel 8e 4x7,5 km estafette                  |

### Wereldkampioenschappen
| Jaar | Plaats           | Resultaten                                                                                                  |
| ---- | ---------------- | --- |
| 2000 | Oslo             | 69e 20 km individueel 49e 10 km sprint 44e 12,5 km achtervolging                                            |
| 2000 | Lahti            | 8e 4x7,5 km estafette                                                                                       |
| 2001 | Pokljuka         | 41e 20 km individueel 51e 10 km sprint 53e 12,5 km achtervolging 13e 4x7,5 km estafette                     |
| 2003 | Chanty-Mansiejsk | 53e 20 km individueel 46e 10 km sprint 10e 4x7,5 km estafette                                               |
| 2004 | Oberhof          | 8e 20 km individueel 9e 10 km sprint 27e 12,5 km achtervolging 8e 15 km massastart 7e 4x7,5 km estafette    |
| 2005 | Hochfilzen       | 67e 20 km individueel 67e 10 km sprint 9e 15 km massastart 10e 4x7,5 km estafette                           |
| 2007 | Antholz          | 18e 20 km individueel 21e 10 km sprint 38e 12,5 km achtervolging 19e 15 km massastart 8e 4x7,5 km estafette |
| 2008 | Östersund        | 44e 10 km sprint 46e 12,5 km achtervolging 10e 4x7,5 km estafette                                           |
| 2009 | Pyeongchang      | 16e 20 km individueel 76e 10 km sprint 5e 4x7,5 km estafette 11e Gemengde estafette                         |
| 2011 | Chanty-Mansiejsk | 25e 10 km sprint · 42e 12,5 km achtervolging · 4x7,5 km estafette · 8e Gemengde estafette                   |

### Wereldbeker
Eindklasseringen
| Seizoen   | Algemeen | Individueel | Sprint | Achtervolging | Massastart |
| --------- | -------- | ----------- | ------ | ------------- | ---------- |
| 1999/2000 | 63e      |             |        |               |            |
| 2000/2001 | 78e      |             |        |               |            |
| 2001/2002 | 84e      |             |        |               |            |
| 2002/2003 | 58e      |             |        |               |            |
| 2003/2004 | 36e      |             |        |               |            |
| 2004/2005 | 20e      |             |        |               |            |
| 2005/2006 | 87e      |             |        |               |            |
| 2006/2007 | 48e      |             |        |               |            |
| 2007/2008 | 58e      |             |        |               |            |
| 2008/2009 | 55e      |             |        |               |            |
| 2009/2010 | 68e      |             |        |               |            |
| 2010/2011 | 61e      |             |        |               |            |